# Филип III Добрия
Филип III Добрия (на нидерландски: Filips de Goede; на френски: Philippe le Bon; * 31 юли 1396, Дижон; † 15 юли 1467, Брюге) е херцог на Бургундия от бургундската странична линия на династията Валоа.

## Произход и детство
Син е на херцог Жан Безстрашни (1371 – 1419) и Маргарете Баварска (1363 – 1423). Брат е на Маргарита Бургундска (1393-1442), дофина на Франция, Мария Бургундска (Клеве) († 1463) и Агнес Бургундска (1407 – 1476).
Филип расте преди всичко в Женева. През 1405 г. той получава първата си титла от баща си граф на Шароле като Апанаж.

## Управление
През 1419 г. Филип става херцог на Бургундия, граф на Фландрия и Артоа и пфалцграф на Бургундия, след убийството на неговия баща (Гражданска война между арманяки и бургиньони). За това убийство, той обвинява дофина Шарл (бъдещият Шарл VII).

### Съюз с Англия
През 1420 година Филип сключва съюз с Хенри V, крал на Англия. През 1423 година съюзът е скрепен с брак между сестрата на Филип, Ана (1404 – 1432) и Джон Ланкастър, херцог Бедфорд, регент на малолетния крал Хенри VI. С Договора от Троа през 1420 година, подписан от Шарл VI и Изабела Баварска, се обявява, че Хенри V наследява френския престол след смъртта на Шарл VI Безумния, а Филип става негов наместник във Франция.
През 1430 година бургундските войски залавят в Компиен Жана д'Арк и я предават на англичаните, които я обвиняват в ерес, съдят я и я изгарят на клада.
Съюзът на Филип с англичаните е прекратен през 1435 година, след като по договора от Арас, Филип признава Шарл VII за крал на Франция. Този договор е нарушен в 1439 година, а през 1440 година Филип поддържа въстанието на френските благородници ( Прагерия) и дава убежище на метежния дофин Луи (бъдещият Луи XI).

### Покупка на Херцогство Люксембург
На 14 март 1427 г. херцог Филип, след убийството на Йохан III Холандски на 6 януари 1425 г., купува вдовишката собственост на Елизабет от Гьорлиц. Тя остава херцогиня на Люксембург. Елизабет живее разточително и подготвя през октомври 1436 г. сватбата си с благородника Роберт Армоаз, което води до конфликт с Филип Добрия. През 1441 г. тя иска да продаде правата си на Херцогство Люксембург на архиепископа на Трир, Якоб фон Зирк. Филип Добрия дава на Елизабет от Гьорлиц доживотна рента, нахлува с войската си през 1443 г. в Люксембург и поема управлението там.
Елизабет от Гьорлиц умира на 3 август 1451 г. в Трир като последна самостоятелна управителка на Херцогство Люксембург. С нейната смърт херцогството става официално част на Херцогство Бургундия.
През последните си години Филип оставя управлението на амбициозния си син Карл Смели (Charles le Téméraire).

## Бракове
Първи брак: през 1409 г. с Мишел дьо Валоа, дъщеря на френския крал Шарл VI. Тя умира през 1422 г.
Втори брак: през 1424 г. с Бона Артоа, дъщеря на граф Филип д’Артоа. Тя е вдовицата на неговия чичо граф Филип II от Невер († 1415).
Трети брак: на 10 януари 1430 г. с Изабела Португалска, с която има желания наследник:
- Карл Смели (* 1433, † 1477).

Филип има три законни и девет незаконни деца. Неговият единствен законен оживял син е Карл Смели.
- Мишел Валоа,
 първа съпруга
- Бона Артоа,
втора съпруга
(неизвестен художник приемник на Ян ван Ейк)
- Изабела Португалска,
трета съпруга
(худ. Рогир ван дер Вейден)

## Орден на Златото руно
Орденът на Златото руно е създаден от Филип III Добрия на 10 януари 1430 година по случай брака му с принцеса Изабела Португалска, в качеството на светски орден, желаещ да обедини най-добрите рицари от числото на неговите съюзници и васали. На церемонията на основаването на ордена в Брюге рицари стават 24 аристократи; самия херцог става Велик магистър.

## Титли
- 28 януари 1405–януари 1431, 5 февруари 1432–април 1432, август 1432–ноември 1432: граф на Шароле като Филип II
- 10 септември 1419 – 15 юли 1467: херцог на Бургундия като Филип III.
- 10 септември 1419 – 15 юли 1467: граф на Артоа като Филип V
- 10 септември 1419 – 15 юли 1467: пфалцграф на Бургундия като Филип V
- 10 септември 1419 – 15 юли 1467: граф на Фландрия като Филип III
- 1 март 1429 – 15 юли 1467: маркграф на Намюр като Филип IV
- 4 август 1430 – 15 юни 1467: херцог на Брабант и херцог на Лотиер (Долна Лотарингия) като Филип II
- 4 август 1430 – 15 юни 1467: херцог на Лимбург като Филип II
- 1433 – 15 юни 1467: граф на Хенегау като Филип I
- 1433 – 15 юни 1467: граф на Холандия и Фризия като Филип I
- 1433 – 15 юни 1467: граф на Зеландия като Филип I
- 20 септември 1435 – 15 юни 1467 граф на Оксер
- 20 септември 1435 – 15 юни 1467 граф на Макон
- 20 септември 1435 – 15 юни 1467 граф на Булон
- 20 септември 1435 – 15 юни 1467 граф на Понтийо
- 20 септември 1435 – 15 юни 1467 граф на Вермандоа
- 1443 – 15 юни 1467: херцог на Люксембург като Филип I